# Irã nos Jogos Olímpicos de Verão de 1976
O Irã competiu nos Jogos Olímpicos de Verão de 1976, realizados em Montreal, Canadá.